# Simón Rodríguez (Anzoátegui)
Simón Rodríguez é um município da Venezuela localizado no estado de Anzoátegui.
A capital do município é a cidade de El Tigre.